# El meu amic Ricky
El meu amic Ricky (títol original: Ricky Digging to China) és una pel·lícula estatunidenca dirigida per Timothy Hutton, estrenada l'any 1997. Ha estat doblada al català.

## Argument
Narra l'amistat entre Harriet, una nena de nou anys, i Ricky, un adult amb mentalitat de nen. Harriet viu amb una germana amb problemes de sobrepès i amb una mare alcohòlica, que regenta un motel en el camp. La nena té una gran imaginació, però no té a ningú amb qui jugar, fins que un dia apareix Ricky i es fan amics.

## Repartiment
- Evan Rachel Wood: Harriet Frankovitz
- Kevin Bacon: Ricky Schroth
- Mary Stuart Masterson: Gwen Frankovitz
- Marian Seldes: Leah Schroth
- Cathy Moriarty: Sra Frankovitz
- Nicole Burdette: Miss Mosher
- Amanda Minikus: Sonia

## Al voltant de la pel·lícula
- Primer film per la jove Evan Rachel Wood que llavors tenia 10 anys.
- És l'únic treball de direcció cinematogràfica de l'actor Timothy Hutton.
- Cathy Moriarty va fer el paper de la mare de Mary Stuart Masterson, tot i que aquesta només tenia sis anys menys.